# Servando Carrasco
Servando Carrasco (Coronado, California, 13 de agosto de 1988) es un exfutbolista estadounidense. Jugaba de centrocampista defensivo.

## Trayectoria

### Universidad
En 2007 aceptó la beca universitaria en la Universidad de California en Berkeley. En su primer año jugando para los California Golden Bears anotó dos goles y tres asistencias.
En el año 2009, Carrasco jugó en Berkeley junto a su amigo A. J. Soares. En su última temporada con los Golden bears, anotó siete goles y tres asistencias, en total en sus cuatro años anotó 13 veces.

### Profesional
El 13 de enero de 2011, Carrasco fue escogido por el Seattle Sounders FC en el SuperDraft de la MLS de 2011. Firmó su primer contrato el 2 de marzo de 2011, y debutó el 19 de marzo ante el New York Red Bulls.
Anotó su primer gol profesional el 9 de junio de 2013, un penalti en la victoria 3-2 ante el Vancouver Whitecaps FC. 
Fue intercambiado al Houston Dynamo el 13 de septiembre de 2013 por Adam Moffat, y luego de dos temporadas en Houston, fue intercambiado al Sporting Kansas City.
El 20 de julio de 2015, Carrasco fue intercambiado a Orlando City SC, a cambio del centrocampista Amobi Okugo.
Tras su salida de Orlando en 2017, fue seleccionado por LA Galaxy en el Re-Entry Draft de 2017. Fichó por el club de Los Ángeles el 11 de enero de 2018. Dejó el club al término de la temporada 2019.
Para la temporada 2020 fichó por el Fort Lauderdale CF de la USL League One.

## Vida personal
A pesar de nacer en los Estados Unidos, Carrasco pasó gran parte de su niñez en la ciudad mexicana de Tijuana. Cuando cumplió diez años, su familia se mudó a los Estados Unidos.
El 31 de diciembre de 2014, Carrasco se casó con Alex Morgan, futbolista profesional del San Diego Wave FC de la NWSL y de la selección femenina de los Estados Unidos. En octubre de 2019, anunciaron que esperaban una hija para abril de 2020.

## Estadísticas
Actualizado al último partido disputado el 6 de octubre de 2018.
| Seattle Sounders FC Estados Unidos |               |               |     |   |   |   |    |   |   |    |     |   |
| 1.ª | 2011          | 12            | 0   | 1 | 0 | 6 | 0  | 0 | 0 | 19 | 0   |   |
| 1.ª | 2012          | 9             | 0   | 3 | 0 | 3 | 0  | 0 | 0 | 15 | 0   |   |
| 1.ª | 2013          | 19            | 1   | 1 | 0 | 0 | 0  | 0 | 0 | 20 | 1   |   |
| Total club | Total club    | 40            | 1   | 5 | 0 | 9 | 0  | 0 | 0 | 54 | 1   |   |
| Houston Dynamo Estados Unidos |               |               |     |   |   |   |    |   |   |    |     |   |
| 1.ª | 2013          | 3             | 0   | - | - | 2 | 0  | 1 | 0 | 6  | 0   |   |
| 1.ª | 2014          | 16            | 0   | 2 | 0 | - | -  | 0 | 0 | 18 | 0   |   |
| Total club | Total club    | 19            | 0   | 2 | 0 | 2 | 0  | 1 | 0 | 24 | 0   |   |
| Sporting Kansas City Estados Unidos |               |               |     |   |   |   |    |   |   |    |     |   |
| 1.ª | 2015          | 9             | 0   | 0 | 0 | - | -  | - | - | 9  | 0   |   |
| Total club | Total club    | 9             | 0   | 0 | 0 | 0 | 0  | 0 | 0 | 9  | 0   |   |
| Orlando City Estados Unidos |               |               |     |   |   |   |    |   |   |    |     |   |
| 1.ª | 2015          | 12            | 0   | 1 | 0 | - | -  | - | - | 13 | 0   |   |
| 1.ª | 2016          | 31            | 0   | 2 | 0 | - | -  | - | - | 31 | 0   |   |
| 1.ª | 2017          | 15            | 1   | 1 | 0 | - | -  | - | - | 16 | 0   |   |
| Total club | Total club    | 58            | 1   | 4 | 0 | 0 | 0  | 0 | 0 | 62 | 1   |   |
| LA Galaxy Estados Unidos |               |               |     |   |   |   |    |   |   |    |     |   |
| 1.ª | 2018          | 19            | 0   | 2 | 0 | - | -  | - | - | 21 | 0   |   |
| Total club | Total club    | 19            | 0   | 2 | 0 | 0 | 0  | 0 | 0 | 21 | 0   |   |
| Total carrera | Total carrera | Total carrera | 147 | 2 | 6 | 0 | 11 | 0 | 1 | 0  | 169 | 2 |
| (1) Incluye datos de la U.S. Open Cup (2011, 2012, 2013, 2014, 2019, 2016, 2017) (2) Incluye datos de la Liga de Campeones de la Concacaf (2011-12, 2012-13, 2013-14) (3) Incluye datos de la Copa MLS (2013) |               |               |     |   |   |   |    |   |   |    |     |   |